# England Peak
Der England Peak ist ein spitzer und rund 2150 m hoher Berg im westantarktischen Queen Elizabeth Land. Er ragt 0,8 km südlich des Aughenbaugh Peak und östlich des Neuburg Peak im westlichen Abschnitt des Dufek-Massivs in den Pensacola Mountains auf.
Das Advisory Committee on Antarctic Names benannte ihn 1952 auf Vorschlag des US-amerikanischen Geologen Arthur B. Ford. Namensgeber ist Anthony W. England, Geophysiker des United States Geological Survey, der zwischen 1976 und 1977 sowie von 1978 bis 1979 am Dufek-Massiv tätig war.